# Grève générale de 1932 en Belgique
La grève générale de 1932 en Belgique est un mouvement social majeur qui s'est produit dans le contexte de la Grande Dépression, et qui a vu  plus de 100 000 travailleurs du Borinage, du Centre et de Liège se mettre en grève.

## Contexte
Après les années 1920, pendant lesquelles la condition ouvrière s'était améliorée, grâce à la prospérité apportée par la reconstruction consécutive à la guerre et par les actions des organisations syndicales, la crise de 1929 aux États-Unis atteint l'Europe dès 1930, engendrant protectionnisme, faillites et fermetures d'entreprises. Les charbonnages, qui occupent environ 10 % des travailleurs belges, sont particulièrement touchés du fait d'un accord passé avec l'Allemagne permettant d'importer du charbon à bas prix. Le chômage partiel s'y installe, ainsi que les baisses conventionnelles et « extra conventionnelles » de salaires liées à la baisse de la demande en charbon.

## Prémices
Alors qu'en 1928 le plein emploi régnait, en 1932 le chômage atteint plus de 20 % de la population active, et on peut estimer à 30% la perte de pouvoir d’achat de la classe ouvrière. Dans certaines régions, la misère fait sa réapparition.
Cette crise a des effets sur les partis politiques et les organisations syndicales qui y sont reliées. Deux tendances émergent, l'une à orientation socialiste, relativement modérée, l'autre à orientation communiste, s'exprimant au sein de cellules syndicales révolutionnaires. Le fossé s'élargit entre les travailleurs syndiqués et ceux qui ne le sont pas, de même que celui entre la base et ses organisations syndicales, notamment chez les mineurs qui se sont mis en grève, où elles peinent à contenir leur colère. Dès le milieu du printemps 1932, des « éléments incontrôlables », proches des communistes, prônent la grève générale, alors que les syndicats appellent au respect des conventions, estimant qu'une grève serait inutile vu le marasme économique.
Cependant, une mesure gouvernementale limitant le montant et les conditions d’octroi des indemnités de chômage amène les syndicats à organiser, le 4 juillet 1932, des manifestations de protestation dans plusieurs grandes villes du pays, dont Charleroi et Mons, où l'on voit apparaître de nombreuses femmes réclamant du travail et du pain.

## La grève générale
Deux charbonnages refusant de réembaucher les ouvriers en raison de « nouvelles méthodes de travail », la centrale des mineurs du Borinage lance une grève générale des mineurs pour le 6 juillet. Celle-ci s'étend à d'autres charbonnages, puis au cours d'un meeting à La Louvière, un appel général à la grève est lancé, qui produit ses effets dans les branches métallurgie, céramique, verrerie... Le 8 juillet, près de 20 000 travailleurs du Centre sont en grève.
De nouveau, des femmes participent aux cortèges, au sein desquels on peut voir des drapeaux rouges. Elles mènent parfois le mouvement, voire font preuve d'un activisme « acharné ». 
Malgré les appels au calme lancés par les syndicats, des incidents se produisent. Le gouvernement fait appel à l'armée, mais cela ne calme pas la situation : le château d'un directeur est incendié, des rues sont dépavées, des barricades sont élevées...  Les gendarmes tirent sur des grévistes, faisant deux morts. Les syndicats, dépassés par ce mouvement, et la presse, y voient un complot communiste ou « moscoutaire ».
Face à la tournure « insurrectionnelle » des évènements, les syndicats s'efforcent de reprendre la main. Le 11 juillet la Commission syndicale officialise la grève générale, et dépose la liste des principales revendications portées par les grévistes. ainsi que la mise à l'étude de la semaine de quarante heures. Elle demande à ses parlementaires de porter la discussion à la Chambre. Tandis qu'ont lieu des arrestations de communistes, le Parlement prend en compte certaines revendications  dans un esprit d'« union sacrée ». 
Le lendemain, les commissions paritaires des différents secteurs d'activités concluent des accords, principalement sur la stabilisation provisoire des salaires, ce qui conduit le Parti ouvrier belge (POB) et la Commission syndicale à voter à l’unanimité le 16 juillet la reprise du travail.
Le travail reprend dans tous les secteurs, sauf dans les charbonnages, où la grève se prolongera pendant six semaines. Les mineurs estiment que des revendications qui leur sont propres restent à satisfaire : sur le partage du travail, la stabilisation des salaires et leur déconnexion des prix du charbon, et sur une hausse des rémunérations. Au milieu de l'été 1932, 80 % des mineurs de Wallonie sont encore en grève. Malgré le soutien des organisations communistes et la solidarité populaire, la misère s'installe.
Un nouvel élément va alors débloquer la situation : après plusieurs mois de négociation avec l'Allemagne, le gouvernement belge réussit à obtenir de nouveaux accords de contingentement du charbon. Son ministre du travail peut ainsi soumettre aux mineurs une nouvelle proposition, comportant la révision et la stabilisation des bas salaires, la révision de la convention paritaire sur les salaires, le réembauchage de tous les mineurs du Borinage et une augmentation générale des salaires de 1 %. Le 9 septembre, les mineurs reprennent le travail.

## Postérité
S'inspirant des mouvements sociaux de 1932, Henri Storck co-réalisera avec Joris Ivens en 1933 le film muet Misère au Borinage qui relate les conditions de vie difficiles des ouvriers de cette région, plus particulièrement des mineurs.